# CR-Baureihe HXD3B
Die HXD3B sind elektrische Lokomotiven für den schweren Güterzugdienst der China Railways. HX ist die Abkürzung für Harmonie (chinesisch: hé xié), D steht für elektrisch (diàn), 3 für Lokomotiven, die von der Lokomotivfabrik Dalian gebaut werden und B ist die fortlaufende Bezeichnung der einzelnen Baureihen.

## Geschichte
Das chinesische Eisenbahnministerium schloss im Februar 2007 einen Vertrag mit Bombardier und der Lokomotivfabrik Dalian über die Lieferung von 500 Lokomotiven ab. Am Gesamtvolumen von 1,1 Milliarden Euro hat Bombardier einen Anteil von 370 Millionen Euro und die Lokomotivfabrik Dalian einen von 730 Millionen Euro. Die erste HXD3B wurde am 29. Dezember 2008 der Öffentlichkeit vorgestellt.
Die HXD3B ist eine der drei mit Hilfe von europäischen Unternehmen entwickelten Baureihen sechsachsiger Lokomotiven für den schweren Güterverkehr in China. Erstmals wurde eine Leistung von 1,6 MW je Fahrmotor realisiert. Die anderen beiden Baureihen sind die zusammen mit Siemens entwickelte HXD1B und die zusammen mit Alstom entwickelte HXD2B.

## Technische Merkmale
Der mechanische Teil wurde weitgehend von der IORE übernommen. Im Gegensatz zu den Lokomotiven für die schwedische Bahnstrecke Luleå–Narvik verfügen die HXD3B aber über zwei Führerstände.
Die elektrische Ausrüstung ist ähnlich der TRAXX 2E ausgeführt. Die Lokomotiven verfügen über einen Einzelachsantrieb mittels Asynchronmotoren, die von drei wassergekühlten IGBT-Stromrichtern versorgt werden. Sie weisen mit 9,6 MW im Vergleich zu den IORE eine deutlich höhere Leistung auf und erreichen eine Höchstgeschwindigkeit von 120 km/h.